# Список вице-королей Каталонии

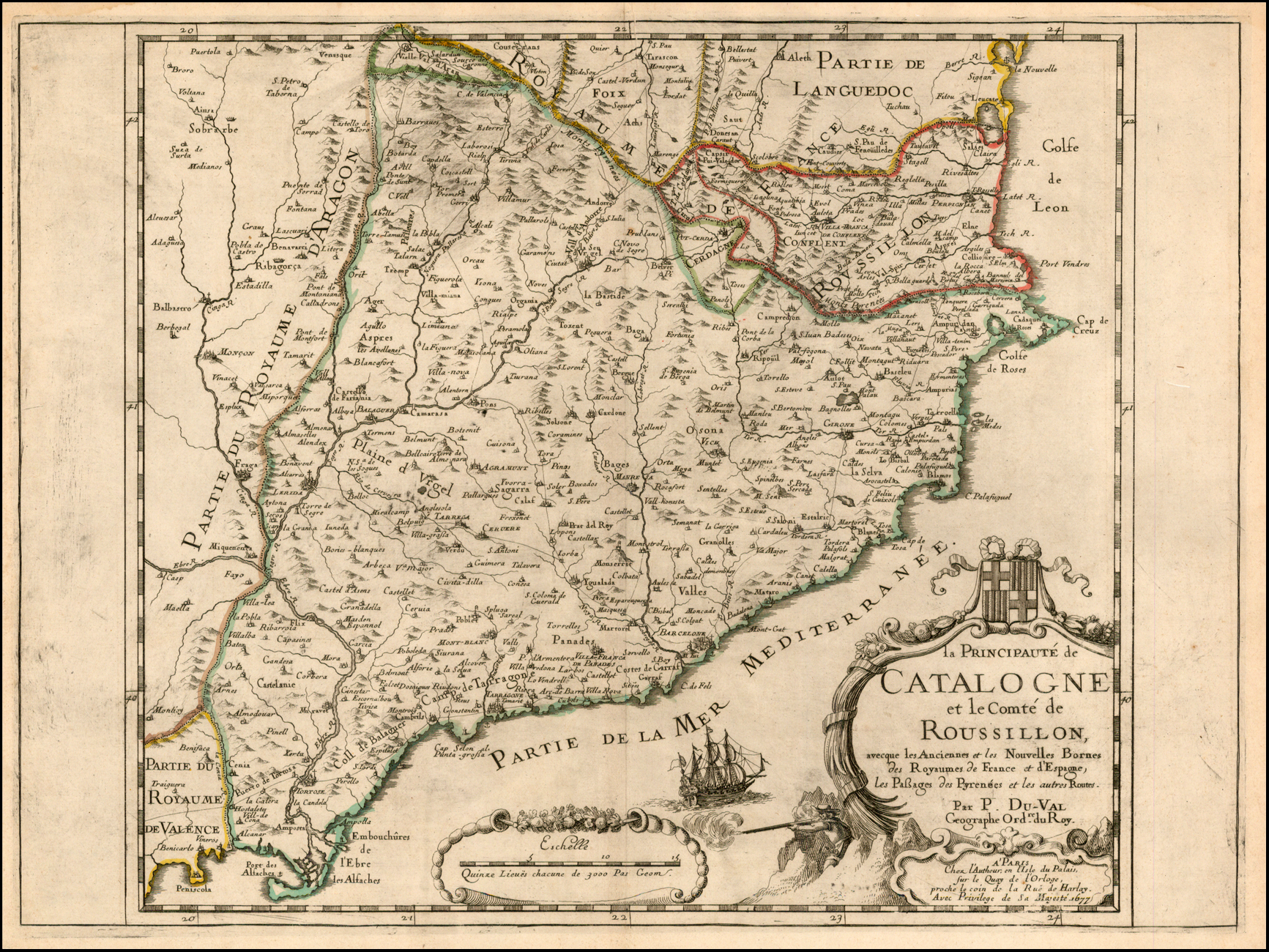
Карта княжества Каталония, XVII век

Список испанских вице-королей (также называемых лейтенантов) княжества Каталония с 1479 по 1713 год.
- 1479—1493: Энрике де Арагон-и-Пиментель (1445—1522), 1-й герцог де Сегорбе
- 1493—1495: Хуан де Лануса-и-Гарабито[исп.] (ум. 1498)
- 1495—1496: Хуан Фернандес де Эредия
- 1496—1501: Хуан де Арагон, граф де Рибагорса
- 1501—1514: Хайме де Луна
- 1514—1520: Алонсо Арагонский, архиепископ Сарагосы
- 1521—1523: Педро Фальк де Кардона[исп.], архиепископ Таррагоны
- 1523—1525: Антонио де Суньига[исп.], приор Кастилии (Орден Святого Иоанна Иерусалимского)
- 1525—1539: Фадрике де Португаль-и-Норонья[исп.], епископ Сигуэнсы
- 1539—1543: Франсиско де Борха, 4-й герцог де Гандия
- 1543—1554: Хуан Фернандес Манрике де Лара[исп.], маркиз де Агилар-де-Кампоо
- 1554—1558: Педро Афан де Рибера, 1-й герцог де Алькала-де-лос-Гасулес
- 1558—1564: Гарсия Альварес де Толедо, 4-й маркиз де Вильяфранка-дель-Бьерсо
- 1564—1571: Диего Уртадо де Мендоса и де ла Серда, 1-й герцог де Франкавилья
- 1571—1580: Фернандо де Толедо[исп.]
- 1580—1581: Франсиско де Монкада-и-Фолько де Кардона[исп.], маркиз де Айтона
- 1581—1582: Карло д’Арагона Тальявия
- 1583—1586: Хуан де Суньига и Базан, граф де Миранда-дель-Кастаньяр
- 1586—1590: Манрике де Лара-и-Хирон[исп.], граф де Валенсия-де-Дон-Хуан
- 1590—1592: Педро Луис Галсеран де Борха-и-де Кастро-Пинос[исп.]
- 1592—1596: Бернардино де Карденас-и-Португаль[исп.], 3-й герцог де Македа
- 1596—1602: Лоренсо Суарес де Фигероа-и-Кордоба, 4-й герцог де Ферия
- 1602—1603: Хуан Терес-и-Борруль[исп.], архиепископ Таррагоны
- 1603—1611: Эктор де Пиньятелли-и-Колонна[исп.], 4-й герцог де Монтелеон
- 1611—1611: Педро Манрике[исп.], епископ Тортосы
- 1611—1615: Франсиско Уртадо де Мендоса[исп.], маркиз де Альмасан
- 1615—1619: Франсиско III Фернандес де ла Куэва, 7-й герцог де Альбуркерке
- 1619—1622: Фернандо Афан де Рибера-и-Тельес-Хирон, 3-й герцог де Алькала-де-лос-Гасулес
- 1622—1626: Хуан Сентис[исп.], епископ Барселоны
- 1626—1627: Луис Диес де Армендарис[исп.], епископ Урхеля
- 1627—1629: Мигель Сантос де Сан Педро[исп.], епископ Сольсоны
- 1629—1630: Гомес Суарес де Фигероа, 3-й герцог де Ферия
- 1630—1632: Энрике де Арагон Фольк де Кардона-и-Кордоба[исп.]
- 1632—1633: Кардинал-инфант Фердинанд Австрийский
- 1633—1638: Энрике де Арагон Фольк де Кардона-и-Кордоба (2-е правление)
- 1638—1640: Далмау де Керальт[исп.], граф де Санта-Колома
- 1640—1640: Гарсия Гил Манрике[исп.], епископ Барселоны
- 1640—1640: Энрике де Арагон Фольк де Кардона-и-Кордоба (3-е правление)
- 1640—1642: Педро Фахардо Рекесенс-и-Суньига, маркиз де Лос-Велес
- 1642—1644: Педро Антонио де Арагон
- 1642—1644: Фелипе де Сильва[англ.]
- 1644—1645: Андреа Кантельмо[англ.]
- 1645—1647: Диего Фелипес де Гусман, маркиз де Леганес
- 1647—1648: Гильермо Рамон де Монкада[исп.], маркиз де Айтона
- 1648—1650: Хуан де Гарай
- 1650—1653: Франсиско де Ороско[исп.], маркиз де Мортара
- 1653—1656: Хуан Австрийский Младший
- 1656—1663: Франсиско де Ороско, маркиз де Мортара (2-е правление)
- 1663—1664: Франсишку де Моура Корте-Реал, маркиз де Каштелу-Родригу
- 1664—1667: Висенте де Гонзага-и-Дориа[исп.]
- 1667—1669: Гаспар Тельес-Хирон, 5-й герцог де Осуна
- 1669—1673: Франсиско Фернандес де Кордоба[исп.], 8-й герцог де Сесса
- 1673—1675: Франсиско де Тутавилья-и-дель Руфо[исп.], герцог де Сан-Херман
- 1675—1676: Хуан Антонио Пачеко Осорио Толедо, маркиз де Керральбо
- 1676—1677: Александр Фарнезе, принц Пармский
- 1677—1678: Хуан Доминго де Суньига и Фонсека
- 1678—1678: Диего Давила Месия-и-Гусман, 3-й маркиз де Леганес
- 1678—1685: Алехандро де Бурнонвиль, герцог де Бурнонвиль
- 1685—1688: Диего Давила Месия-и-Гусман, 3-й маркиз де Леганес (2-й раз)
- 1688—1688: Хуан Томас Энрикес де Кабрера и Альварес де Толедо, граф де Мельгар
- 1688—1690: Карлос де Арагон Гурреа, 10-й герцог де Вильяэрмоса
- 1690—1693: Хуан Алонсо Перес де Гусман[исп.], 11-й герцог де Медина-Сидония
- 1693—1694: Хуан Мануэль Фернандес Пачеко, 8-й маркиз де Вильена
- 1694—1696: Франсиско Антонио де Агурто[исп.], маркиз де Гастаньга
- 1696—1698: Франсиско де Веласко-и-Товар[исп.]
- 1698—1701: Хорхе де Дармштадт, ландграф Гессен[1].

Во время Войны за испанское наследство за Каталонию вели борьбу Бурбоны и Габсбурги.
Вице-короли от имени короля Испании Филиппа V:
- 1702—1703: Луис Фернандес де Портокарреро, граф де Пальма
- 1703—1705: Франсиско де Веласко-и-Товар[исп.], граф де Мельгар (2-й раз)
- 1705—1706: Хосе Антонио де Мендоса, 3-й маркиз де Вильягарсия
- 1706—1719: Клод Франсуа Бидал д’Асфельд

Вице-короли от имени австрийского эрцгерцога Карла:
- 1711—1712: Елизавета Кристина Брауншвейг-Вольфенбюттельская
- 1713—1713: Гвидо фон Штаремберг

В 1713 году декретом Нуэва-Планта король Испании Филипп V упразднил должность вице-короля Каталонии, вместо неё была введена должность генерал-капитана Каталонии.

## Французские вице-короли во времяВойны жнецов
Во время Войны жнецов или Каталонского восстания французская армия при поддержке местного населения оккупировала Каталонию. Король Франции Людовик XIII, принявший титул графа Барселонского, стал назначать своих наместников для управления этой территорией:
- 1641—1642: Юрбен де Майе, маркиз де Брезе
- 1642—1645: Филипп де Ламот-Уданкур (1-й раз)
- 1645—1647: Анри де Лоррен, граф Аркур
- 1647—1647: Луи II де Бурбон, принц Конде
- 1647—1648: Микеле Мазарини, кардинал
- 1649—1651: Луи де Бурбон, герцог де Меркер
- 1651—1652: Филипп де Ламот-Уданкур (2-й раз).